# 香港の中国化
香港の中国化（ホンコンの ちゅうごくか）とは、香港が政治、経済、文化、言語などあらゆる側面にて中国の内地に近づいている現象を指す。中国語では港中矛盾ともいわれる。
1997年に香港がイギリスから中国に返還されたことにより、一国二制度に基づいて香港では外交と防衛以外の高度な自治が認められたが、以後中国政府の干渉が強まり香港の中国化が進行しているとされる。香港独立派の団体香港民族党の陳浩天は返還後の香港が北京政府に支配される様子を「中国の植民地」と表現した。

## 経済面
1997年には、中国の名目GDPは香港の5倍強であった。だが、中国の経済成長とともにその関係性は逆転し、2015年の中国のGDPは香港の35倍となった。
ハリウッドロードやネイザンロードも大陸客相手の「周大福」や「周生生」などの貴金属店、または「莎莎」や「卓悦」などのドラッグストア、あるいは大陸資本の飲食店になった。

## 法律面
立法会では、2016年「本土派」の議員が当選後に失職させられた。香港民族党などの香港独立を主張する政党は売国奴であると見做され選挙に出られなかった。
香港に入る中国の高速鉄道は香港の区間であっても中国の法律が適用されることに決まった。

## 文化面
返還後には香港は中国から1日150人の新移民が入っており、郊外の新興住宅地では、大陸出身者が大型マンションにまとまって住んでおり、一大中国人村を築き上げている。
香港では、母語である広東語が普通話や繁体字が簡体字への置き換えが進みつつあり、一部反対する運動も起きている。